# Municipio de Perry Lake
El municipio de Perry Lake (en inglés: Perry Lake Township) es un municipio ubicado en el condado de Crow Wing en el estado estadounidense de Minnesota. En el año 2010 tenía una población de 302 habitantes y una densidad poblacional de 3,59 personas por km².

## Geografía
El municipio de Perry Lake se encuentra ubicado en las coordenadas 46°34′40″N 93°58′53″O / 46.57778, -93.98139. Según la Oficina del Censo de los Estados Unidos, el municipio tiene una superficie total de 84.18 km², de la cual 79,91 km² corresponden a tierra firme y (5,07 %) 4,27 km² es agua.

## Demografía
Según el censo de 2010, había 302 personas residiendo en el municipio de Perry Lake. La densidad de población era de 3,59 hab./km². De los 302 habitantes, el municipio de Perry Lake estaba compuesto por el 97,68 % blancos, el 0,33 % eran afroamericanos, el 0,99 % eran amerindios y el 0,99 % eran de una mezcla de razas. Del total de la población el 0,33 % eran hispanos o latinos de cualquier raza.